# Eva Kotchever
Eva Kotchever, även känd som Eve Adams, född som Chawa Zloczower den 15 juni 1891 i Mława i Masoviens vojvodskap, Polen, död omkring 19 december 1943 i Auschwitz, Polen, var en polsk-judisk författare. Hon är känd för att ha öppnat en lesbisk anläggning i New York 1925, kallad Eve's Hangout. Den berömda baren stängdes när Eva Kotchever fängslades för "obscenitet".

## Biografi
Chawa Zloczower föddes 1891 i Polen. Efter att emigrerat till USA på 1910-talet, drev hon och hennes partner, den svenska målaren Ruth Norlander, en tesalong och litterär salong som hette The Grey Cottage i Chicago. Kotchever rörde sig i anarkistiska kretsar, och var vän med den anarkistiska författaren Emma Goldman.
1925 flyttade hon till New York med Ruth Norlander. De öppnade i mars samma år Eve's Hangout, även känt som Eve Addams' Tearoom, i Greenwich Village. På utsidan satte hon ett skylt som löd: "Men are admitted but not welcome." ("Män är tillåtna men inte välkomna"). Baren var berömd. 1926 gick polisen in i baren undercover, där Margaret Leonard ("Vice Squad") blev visad Kotchevers bok Lesbian Love (skriven och tryckt 1925, under namnet Evelyn Adams). Kotchever arresterades för "obscenitet" och förargelseväckande beteende och satt ett år i fängelse innan hon deporterades till Polen i december 1927.
I USA cirkulerade rykten om att hon i Paris drev en bokhandel och kafé vid namn Le Boudoir de l'Amour i Montmartre (Brevities, 16 november 1931).
I Paris träffade hon andra amerikanska konstnärer som Henry Miller, Berenice Abbott, Anaïs Nin, alla regelbundna kunder på Le Dôme och kallade Dômiers, i det bohemiska distriktet Montparnasse. 
På 1930-talet, som många andra europeiska konstnärer och intellektuella, kämpade hon mot fascismen. Hon stödde den andra spanska Republiken.
1943 arresterades hon i Nice med sin flickvän, den tyska konstnären Hella Olstein Soldner. Båda fängslades i interneringslägret Drancy, nära Paris i december 1943. De deporterades sedan till Auschwitz den 17 december 1943. De mördades tillsammans.

## Eftermälen

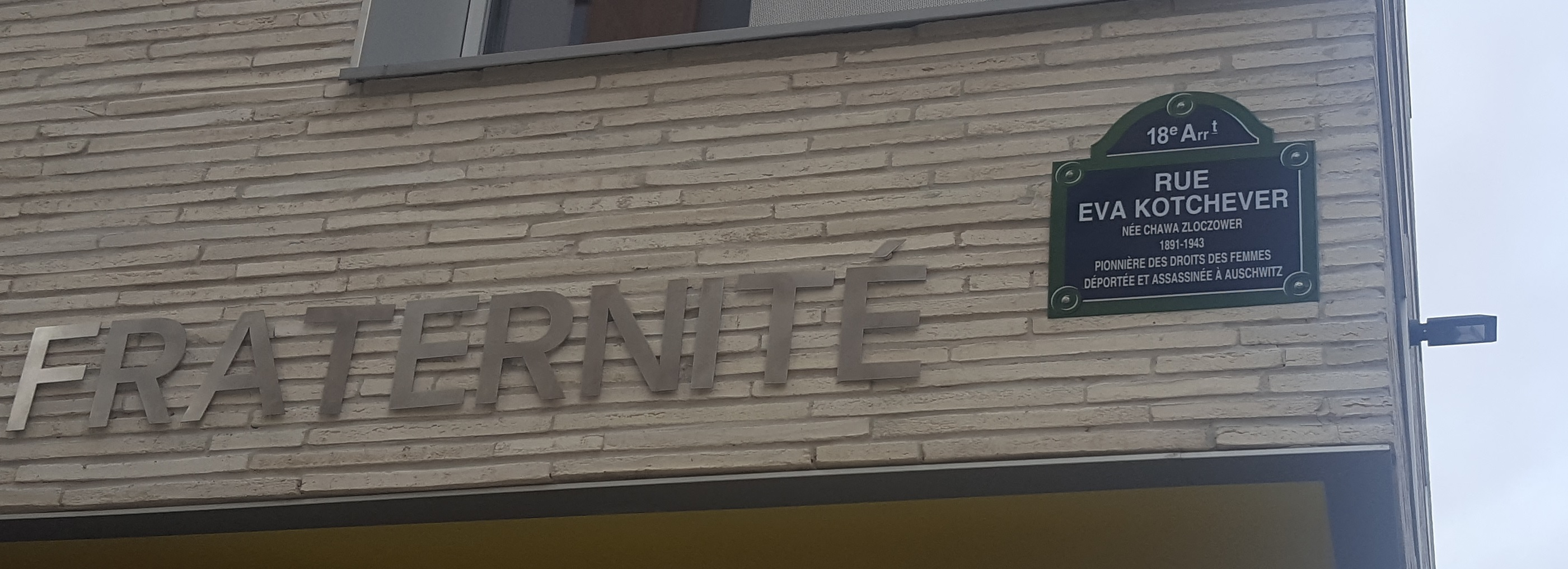
Gata i Paris (Montmartre)

Barbara Kahn skrev Unreachable Eden, en pjäs om Eva Kotchever. Hon läste delar av pjäsen 2014 på Theater for the New City, den 19:a årliga Lower East Side Festival of the Arts. Kahn populariserade livet för Eva Kotchever i USA.
Gatan Rue Eva Kotchever i Paris är uppkallad efter henne, liksom en offentlig skola.
Kotchever betraktas nu som en hbtq-ikon, och staden New York City och National Park Service håller hennes minne levande.
Den första biografin om Kotchever, The Daring Life and Dangerous Times of Eve Adams, kom ut 2021 och skrevs av den amerikanska historikern Jonathan Ned Kantz.